# Paul Painlevé

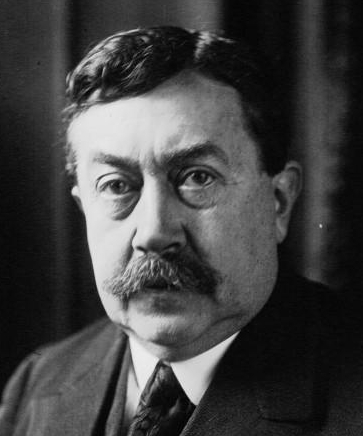
Paul Painlevé. Aufnahme von 1923

Paul Painlevé (* 5. Dezember 1863 in Paris; † 29. Oktober 1933 ebenda) war ein französischer Mathematiker und Politiker des reformsozialistischen Parti républicain-socialiste. 1917 und 1925 war er für jeweils wenige Monate Premierminister der Dritten Französischen Republik.

## Mathematik

### Werdegang
Painlevé studierte von 1883 an der École normale supérieure Mathematik und promovierte 1887 mit der Schrift Sur les lignes singulières des fonctions analytiques, nachdem er zuvor eine Zeit lang bei Felix Klein und Hermann Amandus Schwarz an der Universität Göttingen studiert hatte. Er war Professor an der Universität Lille I, ab 1892 unterrichtete er in Paris an der Sorbonne, der École polytechnique und später am Collège de France und an der École normale supérieure. Seit 1900 war er gewähltes Mitglied der Pariser Akademie der Wissenschaften, deren Präsident er 1918 wurde. 1904 hielt er einen Plenarvortrag auf dem Internationalen Mathematikerkongress in Heidelberg (Le problème moderne de l'intégration des équations différentielles).

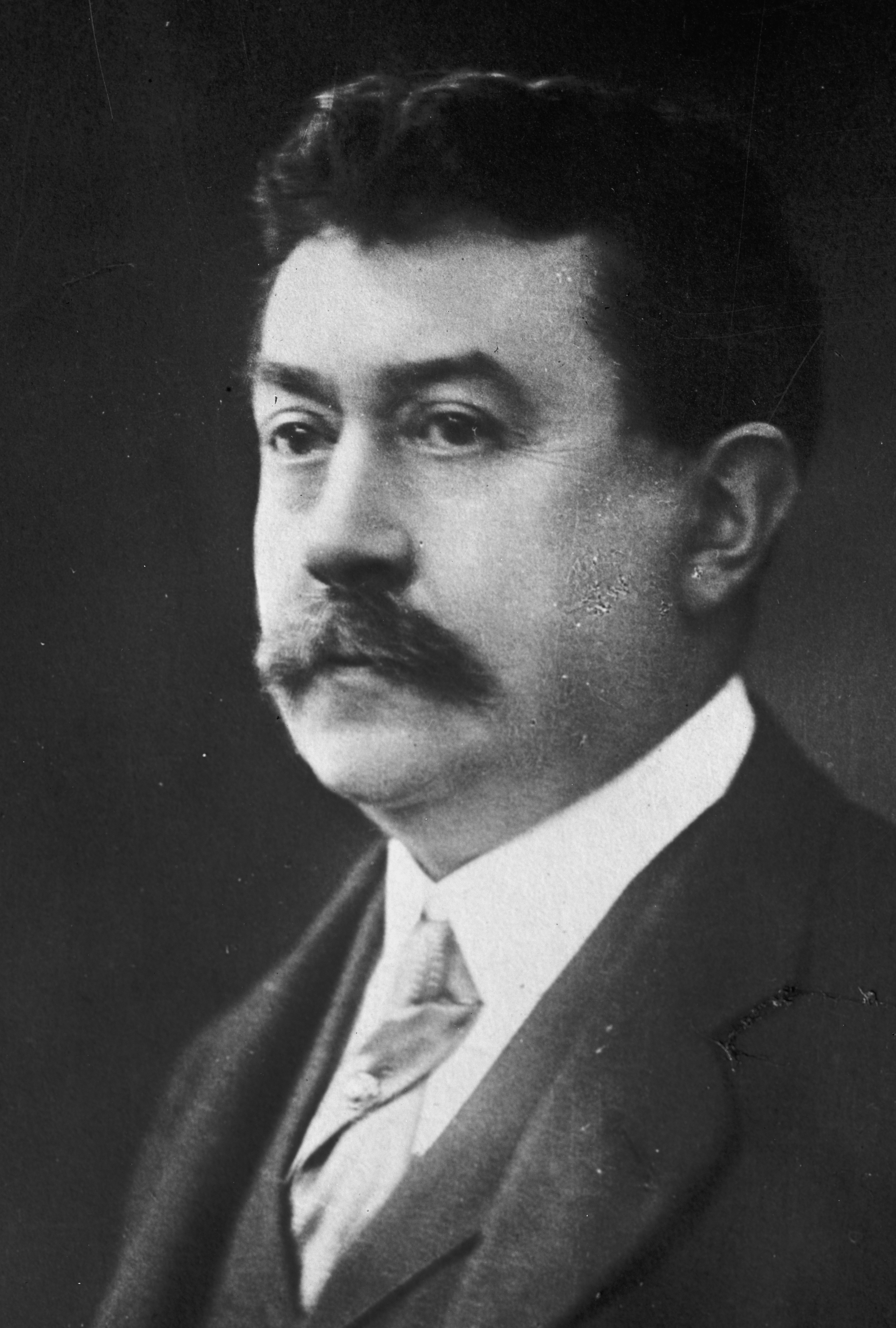
Paul Painlevé in jungen Jahren

Seine mathematischen Arbeiten auf dem Gebiet der Differentialgleichungen brachten ihn in Berührung mit deren Anwendungen auf die Theorie des Fliegens und er begeisterte sich aufgrund seiner Neigung für die Ingenieurwissenschaften für die sich gerade entwickelnde Luftfahrt. So war er auch 1908 Wilbur Wrights erster Flugzeugpassagier in Frankreich und rief 1909 die erste universitäre Lehrveranstaltung zur Aeronautik ins Leben.
1903 war er Präsident der Société Mathématique de France. 1902 wurde er Ritter der Ehrenlegion und 1913 Ehrenmitglied der London Mathematical Society.

### Arbeiten
In einfachen Fällen lässt sich die Lösung einer Differentialgleichung durch elementare Funktionen wie die trigonometrischen Funktionen oder die Exponentialfunktion ausdrücken. Viele spezielle Funktionen der mathematischen Physik sind Lösungen von linearen Differentialgleichungen zweiter Ordnung. Painlevé betrachtete nichtlineare Differentialgleichungen zweiter Ordnung mit einer speziellen Eigenschaft, die heute Painlevé-Eigenschaft heißt (Painlevé-Gleichungen).
Zur Definition dieser Eigenschaft klassifiziert man die Singularitäten einer Lösung in feste und bewegliche Singularitäten. Dabei heißt eine Singularität beweglich, wenn sie von den Anfangswerten der Differentialgleichung abhängt. Zum Beispiel hat die Differentialgleichung {\displaystyle w'(z)=w(z)^{2}} die Lösungen {\displaystyle w(z)=(z-a)^{-1}} mit dem beweglichen Pol {\displaystyle a}. Man sagt nun, dass eine Differentialgleichung die Painlevé-Eigenschaft hat, wenn die einzigen beweglichen Singularitäten Pole sind.
Die Differentialgleichungen erster Ordnung mit der Painlevé-Eigenschaft waren von Lazarus Fuchs und Henri Poincaré klassifiziert worden. Painlevé untersuchte diese Frage für Differentialgleichungen der Form {\displaystyle w''(z)=R(z,w(z),w'(z))}, wobei {\displaystyle R} rational ist. Dieses führte auf eine Liste von 50 Gleichungen, von denen sich 44 aber auf bekannte Gleichungen zurückführen ließen. Es verblieben 6 neue Gleichungen, die heute als Painlevésche Differentialgleichungen bezeichnet werden, ihre Lösungen als Painlevésche Transzendente. Die Liste von Painlevé war nicht ganz vollständig, wurde aber durch Bertrand Gambier und Richard Fuchs vervollständigt. Die Painlevéschen Transzendenten sind bedeutsam in verschiedenen Gebieten der Mathematischen Physik und auch heute noch ein Gegenstand intensiver Forschung.
In der Himmelsmechanik bewies er, dass im Dreikörperproblem Singularitäten vom Kollisions-Typ sind, konnte dies aber nicht auf höhere Dimensionen erweitern und vermutete, dass für mehr als vier Körper Singularitäten vom Nicht-Kollisions-Typ existieren (wie Hugo von Zeipel zeigte können dann Teilchen in endlicher Zeit ins Unendliche entkommen). Die Vermutung wurde für fünf und mehr Körper Ende der 1980er Jahre von Jeff Xia bewiesen.
In den 1920er Jahren interessierte sich Painlevé zwischenzeitlich für die Gravitationstheorie sowie die allgemeine Relativitätstheorie, die damals unlängst von Albert Einstein eingeführt worden war. Painlevé führte 1921 ein Koordinatensystem für die Schwarzschild-Metrik (einer Vakuumlösung der Einsteinschen Feldgleichungen) ein. Dieses Koordinatensystem zeigte erstmals deutlich, dass die Singularität der Schwarzschild-Metrik beim Schwarzschild-Radius (der den Ereignishorizont eines Schwarzen Lochs repräsentiert) nur ein koordinatenabhängiges mathematisches Relikt ist und keine physikalische Singularität darstellt. Dies war bis ungefähr 1963 unter Physikern nicht allgemein anerkannt, als die durch Martin Kruskal und George Szekeres (und anderen) eingeführten Kruskal-Szekeres-Koordinaten das ebenfalls zeigten. Die Koordinaten von Painlevé sind auch als Gullstrand-Painlevé-Koordinaten bekannt, nach der gleichzeitigen Einführung durch Allvar Gullstrand.

## Politik
Er trat als Mitglied der Französischen Liga für Menschenrechte im Zuge der Dreyfus-Affäre in die Politik ein. 1910 ließ er sich für die gemäßigt-linke Parti républicain-socialiste, eine Gründung Aristide Briands und Alexandre Millerands, erstmals in die Abgeordnetenkammer wählen. Im gleichen Jahr gab er seine Professur auf, um sich ganz der Politik zu widmen. Er beschäftigte sich insbesondere mit militärischen Fragen und stand als Fachmann für das im Entstehen begriffene militärische Flugwesen verschiedenen staatlichen Komitees vor. Nach Beginn des Ersten Weltkrieges wurde er 1915 Minister für Volkserziehung, Schöne Künste und Verteidigungstechnologie im fünften Kabinett von Aristide Briand (29. Oktober 1915 bis 12. Dezember 1916). Im März 1917 wurde er unter Alexandre Ribot zum Kriegsminister ernannt. Dem neuen französischen Oberbefehlshaber Robert Nivelle stand er kritisch gegenüber und löste ihn nach der gescheiterten Nivelle-Offensive und den schweren Meutereien im französischen Heer im Mai 1917 durch Philippe Pétain ab. Ferdinand Foch ernannte er zum Stabschef.
Für die Friedensgespräche mit dem österreichischen Diplomaten Nikolaus Revertera-Salandra im August 1917 im Schweizer Freiburg beauftragte er Graf Abel Armand, Major der Nachrichtenabteilung des französischen Generalstabs, Österreich-Ungarn wenig realistische Zugeständnisse (wie die Angliederung Bayerns, Schlesiens und Polens) zu offerieren, um Österreich für einen Separatfrieden zu gewinnen. Das Staatengebilde sollte den Namen „Confédération Danubienne“ unter habsburgischem Szepter führen. Die Verhandlungen scheiterten, weil Revertera keinen Auftrag hatte über einen Sonderfrieden zu verhandeln, wie ihn Painlevé anstrebte.
Nach dem Rücktritt Ribots wegen des Ausscheidens der sozialistischen SFIO aus der Allparteienregierung, der Union sacrée, die seit Beginn des Ersten Weltkriegs Frankreich regierte, übernahm Painlevé im September 1917 für einige Wochen zusätzlich zur Leitung des Kriegsministeriums auch das Amt des Premierministers. In seine Amtszeit fiel die Konferenz der Alliierten in Rapallo, auf der ein gemeinsames Oberkommando in Form des Alliierten Obersten Kriegsrats vereinbart wurde, in dem Painlevé, der die französische Seite in Rapallo vertrat, Foch als französischen Repräsentanten etablierte. Im Gefolge der politischen Erschütterungen, die die schwere italienische Niederlage von Caporetto auslöste, verlor Painlevé im November 1917 die Unterstützung des Abgeordnetenhauses und trat zurück. Sein Nachfolger wurde Georges Clemenceau.
Um die Kräfte der Linken gegen den seit 1919 regierenden bloc national zu bündeln, kündigte Painlevé 1921 in Avignon die Bildung einer „Ligue de la République“ an, die kurz darauf gegründet wurde. Politiker, die sich als links verstanden, wie die Sozialisten, die Radikalsozialisten oder seine eigenen Républicain-socialistes arbeiteten künftig stärker zusammen und verzichteten im zweiten Wahlgang zugunsten eines anderen Linken auf eine erneute Kandidatur, wenn dessen Wahl dadurch aussichtsreicher erschien.

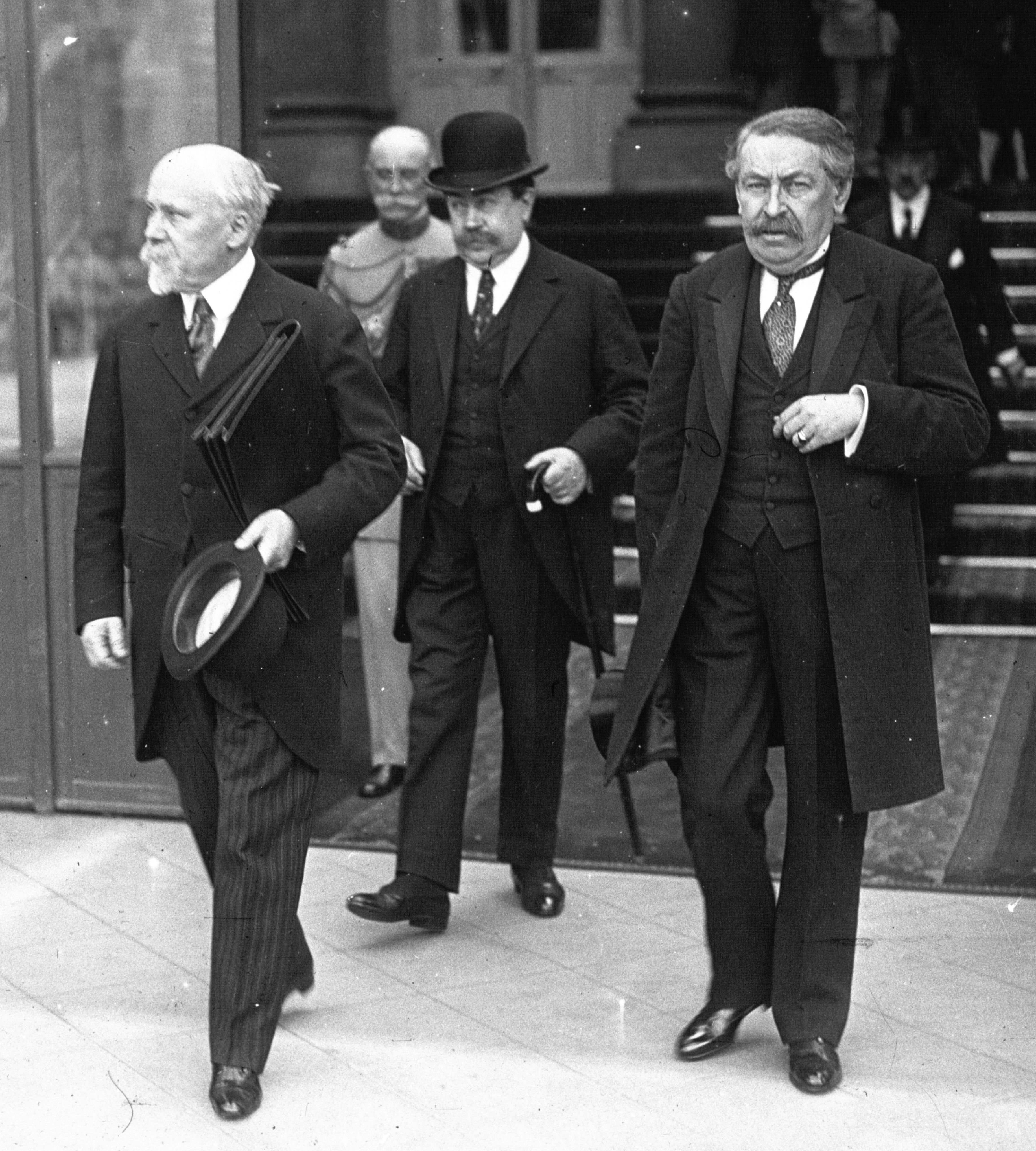
Painlevé (Mitte) mit Ministerpräsident Poincaré und Außenminister Briand, 1925

Diese Kooperation erwies sich bei den Parlamentswahlen im Mai 1924 als erfolgreich: Erstmals kam unter dem Radikalsozialisten Édouard Herriot das Cartel des gauches, eine Koalition der linksbürgerlichen Parteien mit der SFIO, an die Regierung. Painlevé nahm erneut eine führende Position ein und wurde Präsident der Abgeordnetenkammer. Die Mitte-links-Mehrheit erzwang im Juni 1924 den Rücktritt des Staatspräsidenten Alexandre Millerand. Bei der dadurch ausgelösten vorgezogenen Präsidentschaftswahl durch beide Kammern des Parlaments war Painlevé ein aussichtsreicher Kandidat. Bei einer Probeabstimmung am Vorabend der eigentlichen Wahl lag er mit 306 Stimmen weit vor Gaston Doumergue (149 Stimmen). Obwohl dieser der Parti radical und damit eigentlich auch dem Cartel des gauches angehörte, weigerte er sich, seine Kandidatur zugunsten Painlevés aufzugeben. Stattdessen zogen die konservativen Parteien ihre (aussichtslosen) Kandidaten zurück und unterstützten Doumergue als den im Vergleich zu Painlevé weniger linken Kandidaten. So konnte sich Doumergue schließlich mit 515 zu 309 Stimmen gegen Painlevé durchsetzen und dieser blieb Präsident der Abgeordnetenkammer. 
Nach dem Scheitern des cartels im April 1925 wurde er für einige Monate Premierminister eines zentristischen Kabinetts, das eine deutlich gemäßigtere Politik betrieb als sein Vorgänger: Die diplomatischen Beziehungen zum Vatikan wurden wieder aufgenommen, das Projekt einer Kapitalsteuer wurde fallen gelassen, und auch im Streit um die Trennung von Kirche und Staat in Elsass-Lothringen, das Frankreich 1918 zurückbekommen hatte, zeigte sich Painlevé nachgiebig. Dadurch zog er sich den Zorn der Linken um Herriot auf sich, die sich weigerten, die Austeritätspolitik mitzutragen, mit der Painlevés Finanzminister Joseph Caillaux die Inflation bekämpfen wollte. Painlevé bildete am 29. Oktober sein Kabinett um, entließ den ungeliebten Caillaux und übernahm selbst das Finanzministerium, doch vergebens: Am 22. November 1925 wurde er in der Abgeordnetenkammer gestürzt. In den nun folgenden Regierungen unter Briand und Raymond Poincaré amtierte Painlevé bis 1929 erneut als Kriegsminister, von Dezember 1930 bis Januar 1931 war er im kurzlebigen Kabinett Théodore Steeg Luftfahrtminister. Auf Veranlassung Poincarés entwickelte Painlevé das Glücksspiel Multicolore.
Im Februar 1932 versuchte er eine Koalitionsregierung seiner Républicain-socialistes und der Radikalsozialisten mit der liberalen Alliance démocratique zu bilden. Weil diese aber darauf bestand, die nationalistische Fédération républicaine müsse ebenfalls eingebunden werden, gab Painlevé den Auftrag zur Regierungsbildung an Staatspräsident Paul Doumer zurück. Im Juni 1932 übernahm Painlevé unter Ministerpräsident Herriot erneut den Posten des Luftfahrtministers. Nachdem Herriot im Dezember 1932 im Streit um die interalliierten Kriegsschulden zurückgetreten war, behielt er im Nachfolgekabinett Joseph Paul-Boncour diese Position bis Januar 1933. Er starb am 29. Oktober 1933 in Paris.

## Privates
Im Jahr 1901 heiratete er Marguerite Petit de Villeneuve, die ein Jahr später bei der Geburt ihres Sohnes Jean starb. Dieser, Jean Painlevé (1902–1989), war Dokumentarfilmer und Biologe; er gilt als einer der Begründer des wissenschaftlichen Films. Eine der Nichten Painlevés heiratete Pierre Appell, den Sohn des Mathematikers Paul Appell. Paul Painlevé war auch der Schwager des Malers Maurice Dainville (1856–1943).
Paul Painlevé war Musikliebhaber und ein erfolgreicher Amateurmusiker; Alma Mahler berichtet in ihren Memoiren, dass er überallhin reiste, um den Aufführungen der Symphonien von Gustav Mahler beizuwohnen und dass er sie vierhändig mit General Picquart am Klavier begleitete (den sie als die zentrale Figur beim Ausgang der Dreyfus-Affäre in Erinnerung ruft). Laut derselben Zeugenaussage „sprach er brillant“ Deutsch.

## Schriften
Bücher:
- Leçons sur la théorie analytique des équations différentielles, professées a Stockholm, Paris, 1897
- Leçons sur l’inégration des équations de la dynamique et applicantions, Paris 1894
- Leçons sur le frottement, Paris, 1895
- Leçons sur l’intégration des équations différentielles professées à Stockholm, Paris, 1897
- Cours de mécanique de l’École polytechnique, 2 Bände, Paris, 1920–1921
- Les axiomes de la mécanique. Examen critique et note sur la propagation de la lumière, Paris, 1922
- mit Charles Platrier: Cours de mécanique. Paris, 1929
- Leçons sur la résistance des fluides non visqueux, 2 Bände, Paris, 1930–1931
- Paroles et écrits de Paul Painlevé, Paris 1936 (herausgegeben von der Gesellschaft der Freunde von Paul Painlevé, Vorwort Paul Langevin, Jean Perrin)
- mit Émile Borel: Theorie und Praxis der Flugtechnik, Bibliothek für Luftschiffahrt und Flugtechnik, Band 5, Berlin: W. Richard Carl Schmidt & Co., 1911 (Anhang und Übersetzung Artur Schöning, französisches Original: L´Aviation, Paris: Felix Alcan 1910, 2. Auflage 1911)

Einige Aufsätze:
- Sur les lignes singuliéres des fonctions analytiques, Annales de la Faculté des sciences de Toulouse 1888 (Dissertation)
- Sur la transformation des fonctions harmoniques et les systémes triples de surfaces orthogonales, Travaux et mémoires de la Faculté de sciences de Lille, 1899, S. 1–29.
- Sur les équations différentielles du premier ordre, Annales scientifiques de l’ École normale supérieure, 3rd ser., Band 8, 1891, S. 9–58, 103–140, 201–226, 267–284, Band 9, 1892, S. 9–30, 101–144, 283–308.
- Mémoire sur la transformation des équations de la dynamique, Journal de mathématiques pures et appliquées, 4th ser., 1894, S. 5–92.
- Sur les mouvements et les trajectoires réels des systémes, Bulletin de la Société mathématique de France, Band 22, 1894, S. 136–184.
- Sur les équations différentielles dont l’intégrale générale est uniforme, Bulletin de la Société mathématique de France, Band 28, 1900, S. 201–261.
- Sur les équations différentielles du second ordre et d’ordre supérieur dont l’intégrale générale est uniforme, Acta mathematica, Band 25, 1900, S. 1–80.

Außerdem stammen von ihm Beiträge zu dem Buch von Émile Borel, Sur les fonctions de variables réelles et les développements en série de polynomes (Paris, 1905, S. 101–147) und Pierre Boutroux, Leçons sur les fonctionsdéfinies par les équations différentielles du premier ordre (Paris, 1908, S. 141–187).